# Пониковка
Понико́вка — река (по другим данным — ручей), протекающая по территории Приокско-Террасного заповедника, в Серпуховском районе Московской области; вторая по размеру из рек в заповеднике (третья, если считать Сушку, протекающую по границе заповедника.). Длина реки — около 6 км.

## География
Исток Пониковки расположен на территории заповедника, в 8а квартале в центральной части заповедника. Питание реки осуществляется из многочисленных родников. От истока Пониковка течёт в южном направлении. Теряется в карстовом болотце, немного не доходя до Оки. Ширина русла достигает 1,5 м.

## Флора
Вдоль реки произрастают ельники с примесью дуба и липы.

## Фауна
В 1955 году в Пониковку были выпущены 2 пары бобров из Белоруссии. В 1961 году семья увеличилась до 6-7 голов; ей были построены 8 плотин. С 1984 года на реке было два бобровых поселения. В 2005—2011 годах отмечалось только одно, в нижней части течения.

## Этимология
Название реки связано с уходом её воды под землю: вода «поникает».